# Cores pan-africanas

Bandeira Pan-Africana pela AUPN

Duas diferentes combinações de três cores são referenciadas como as Cores Pan-Africanas: o verde, dourado e vermelho primeiramente usadas na Bandeira da Etiópia, e o vermelho, preto e verde adotadas pela organização internacional sediada nos Estados Unidos, AUPN. Como tal são usadas em bandeiras e outros emblemas para representar Pan-Africanismo, identidade africana, ou os Negros como raça. Embora algumas bandeiras (por exemplo, a da Lituânia) utilizam estas cores por razões alheias.

## Cores da Etiópia

Bandeira tradicional da Etiópia

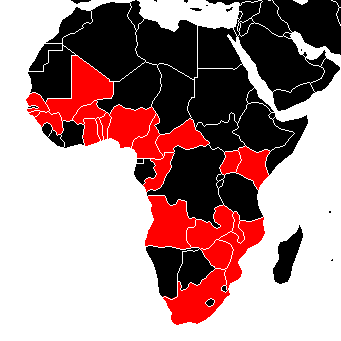
O vermelho, os países africanos que usam nas suas bandeiras as cores Pan-Africanas

As cores verde, ouro, e vermelho agora são encontradas na bandeira nacional de muitas nações africanas. Teve origem na Etiópia; onde também têm relevância o movimento Rastafari. A bandeira etíope tem influenciado as bandeiras de muitas organizações e comunidades políticas pan-africanas. Com exceção de um breve período de ocupação pela Itália sob os fascistas, Etiópia permaneceu fora do controle europeu durante a era colonial, nunca tendo se tornado uma colônia. Como resultado, o país atraiu a admiração de muitos dos novos Estados independentes em África. A adoção das cores nacionais da Etiópia por muitas entidades pan-africanas é uma conseqüência disso. O primeiro estado Africano a adoptar uma bandeira vermelha, dourada e verde na ocasião da independência foi Gana em 1957.
Elas foram usadas em muitas bandeiras africanas antigas, mais notavelmente na flor da bandeira de Granada, os Moorish estado da Espanha. As cores aparecem mais proeminentes em 1798 na bandeira da Etiópia, com o verde na parte inferior; no entanto, elas foram acidentalmente colocadas de cabeça para baixo em uma cerimônia de um estado e a tradição foi adotada pelo governo etíope e por vários estados africanos, bem como por organizações pan-africanistas em todo o mundo.[carece de fontes?]

## Bandeiras atuais com as cores
Os seguintes países combinam de três a quatro as cores; vermelho, preto, verde e amarelo nas suas bandeiras, representando assim a sua identidade africana.

### África

África do Sul
Angola
Benim
Burkina Faso
Camarões
Congo
Eritreia
Etiópia
Gana
Guiné
Guiné-Bissau
Malawi
Mali
Moçambique
Quénia
República Centro-Africana
São Tomé e Príncipe
Senegal
Togo
Uganda
Zâmbia
Zimbabwe